# Pontinus vaughani
Pontinus vaughani és una espècie de peix pertanyent a la família dels escorpènids.

## Descripció
- Fa 44,3 cm de llargària màxima.[5][6]

## Hàbitat
És un peix marí, demersal i de clima tropical.

## Distribució geogràfica
Es troba al Pacífic oriental central: la Baixa Califòrnia (Mèxic) i les illes Clipperton, Revillagigedo i Clarión.

## Observacions
És inofensiu i apreciat com a aliment per als humans.